# M/F Venøsund II
 Der er for få eller ingen kildehenvisninger i denne artikel, hvilket er et problem. Du kan hjælpe ved at angive troværdige kilder til de påstande, som fremføres i artiklen.

M/F Venøsund II var en dansk færge, der sejlede på overfarten Kleppen-Venø sammen med den mindre færge M/F Venøsund.
Skibet blev bygget i 1956 og indsat på overfarten Branden-Fur under navnet M/F Fuurø. I 1974 blev den solgt til I/S Venø Færgefart, der driver overfarten til Venø. Den måtte dog vente med ibrugtagningen til 1976. Da var der blevet bygget større færgelejer, der passede til den. Færgen kunne medtage op til 72 passagerer og 8 personbiler.
Den ny færge Venø Færgen, af Sleipner-Fur typen, blev sat i drift september 2010.